# MacKenzie Scott
MacKenzie Scott (nacida Tuttle, anteriormente Bezos; San Francisco, California, 7 de abril de 1970)es una escritora y filántropa estadounidense.

## Biografía
MacKenzie Scott nació el 7 de abril de 1970 en San Francisco, California, hija de un planificador financiero y una ama de casa. En 1988 se graduó en Hotchkiss School en Connecticut y en 1992 se licenció en Filología Inglesa por la Universidad de Princeton con los más altos honores. Tuvo como profesora a la escritora Toni Morrison, quien dijo que Scott era una de las mejores estudiantes que había tenido en sus clases de escritura creativa. Aunque ella y Jeff Bezos asistieron a la misma universidad, no se conocieron hasta que ambos se mudaron a Nueva York.
En 1992 MacKenzie trabajó para Jeff Bezos en D. E. Shaw, un fondo de cobertura de la ciudad de Nueva York. Pocos meses después de iniciar una relación, se casaron en 1993 y se mudaron a Seattle, Washington en 1994, año en que Amazon empezó a operar. Tienen cuatro hijos: tres niños y una niña, adoptada en China. En 2014 fundó Bystander Revolution, una organización contra el acoso escolar, de la que es directora ejecutiva.
El 9 de enero de 2019, en una declaración firmada conjuntamente, MacKenzie Bezos y Jeff Bezos anunciaron vía Twitter que la pareja se divorciaría. Según Forbes, si se aplica la ley del estado de Washington en su divorcio, sin acuerdo prenupcial, Mackenzie Bezos se convertiría en la quinta persona más rica del mundo con un patrimonio neto de 67 000 millones de dólares.

## Premios
- American Book Award (2006)[13]

## Publicaciones
- The Testing of Luther Albright (2005)[14]
- Traps (2013)